# Малък черен токо
Малкият черен токо (Tockus hartlaubi) е вид птица от семейство Носорогови птици (Bucerotidae).

## Разпространение
Видът е широко разпространен в тропическите гори на Африка.